# Sonia
Sonia Evans (Liverpool, Merseyside, 13 de fevereiro de 1971), mais conhecida apenas como Sonia é uma cantora pop britânica popular nos finais dos anos 80 e princípios dos anos 1990. 

## Carreira
A sua carreira como cantora começou graças aos importantes produtores britânicos Stock Aitken Waterman em 1989 depois de insistir com Pete Waterman para ouvi-la cantar e conseguir convencê-lo. Waterman fazia um programa semanal na rádio e pediu a Sonia para que atuasse direto no seu programa. 
Mais tarde conseguiu grandes êxitos no UK Singles Chart incluindo o single e nº 1 no Reino Unido com "You'll Never Stop Me Loving You" e o êxito "You've Got a Friend" (Big Fun & Sonia feat. Gary Barnacle e somou outros sucessos no top 20 dos singles incluindo "Can't Forget You", "Listen to Your Heart", "Counting Every Minute"  e "You To Me Are Everything".
Cantou duas canções de beneficência da Band Aid II em 1989 "Do They Know It's Christmas" em 1989 (chegou ao primeiro lugar no Reino Unido) e da Gulf Aid "As Time Stood Still" em 1991.
Também representou o Reino Unido no Festival Eurovisão da Canção 1993 , com a canção "Better the Devil You Know" que terminou em segundo lugar, a seguir à canção da Irlanda.
Em 2003, Sonia participou no reality show Reborn in the USA juntamente com Elkie Brooks e Tony Hadley, sendo expulsa na quinta semana. 
Em janeiro de 2007 protagonizou a pantomima Jack and the Beanstalk com Mark Curry. Meses mais tarde (ainda em 2007) , gravou um disco com os seus grandes sucessos no tempo em que esteve com editora/gravadora BMG Music (1991-1993).

## Discografia

### Álbuns
- Everybody Knows (1990) - #7 UK,
- Sonia (1991) - #33 UK,
- Better the Devil You Know (1993) - #32 UK,
- Love Train - The Philly Album. (1998)
- Greatest Hits (2007)

### Singles
- "You'll Never Stop Me Loving You" (1989) - #1 UK, #29 Australia;
- "Can’t Forget You" (1989) - #17 UK;
- "Listen To Your Heart" (1989) - #10 UK;
- "Counting Every Minute" (1990) - #16 UK;
- "You’ve Got A Friend" (com Big Fun) (1990) - #14 UK;
- "End Of The World" (1990) - #18 UK;
- "Only Fools (Never Fall In Love)" (1991) - #10 UK;
- "Be Young, Be Foolish, Be Happy" (1991) - #22 UK;
- "You To Me Are Everything" (1991) - #13 UK;
- "We've Got The Power" (1992) (com Gladiator)
- "Boogie Nights" (1992) - #30 UK;
- "Better the Devil You Know" (1993) - #15 UK;
- "Hopelessly Devoted to You" / "The Anthem Medley" (1994) - #61 UK;
- "Wake Up Everybody" (1995) - #155 UK.